# Клатене
Клатене (на кораб) са колебанията (променливо периодично движение) на плавателен съд (кораб) под въздействието на външни сили, най-често — вятър и вълни. Някъде този термин може да се срещне и като люлеене (в художествената или неспециализирана литература).

## Видове клатене
Плавателният съд в общия случай има всичките шест степени на свобода. Съответно, различават се 6 вида клатене: три вращателни – бордово, килево и рискаене, и три възвратно-постъпателни – вертикално, надлъжно, напречно. 
Всички видове клатене се характеризират с период T в секунди, и амплитуда.

### Въртеливи движения на кораба

#### Бордово клатене
Вращателни колебания около надлъжната ос на съда. Амплитудата Θ се измерва като ъгъл.

#### Килово клатене(англ.:pitching)
Вращателни колебания около напречната ос на съда (по кила). Амплитудата Ψ се измерва като ъгъл.

#### Рискаене(англ.:yawing)
Вращателни колебания около вертикалната ос на съда. Най-често неговото влияние е трудно да се отдели от въпросите на управляемостта.

### Постъпателни движения на кораба

#### Вертикално клатене (англ.:heaving)
Възвратно-постъпателно движение по вертикалната ос на съда. Възниква от променливата величина на архимедовата сила (плаваемост) и свързаната с това променлива на текущата водоизместимост. Амплитудата ζ се измерва линейно.

#### Напречно клатене
Възвратно-постъпателно движение по напречната ос на съда. Възниква при странично вълнение.

#### Надлъжно люлеене
Възвратно-постъпателно движение по надлъжната ос на съда при насрещно или попътно вълнение.

## Влияние на клатенето върху съда
По сравнение с бордовото и килевото клатене, влиянието на останалите четири вида е незначително. Въпреки това, то се отчита при определянето на условията на работа на оборудването и/или бойното използване на бордовото въоръжение. Но в чист вид всички те се срещат рядко. По време на плаване съдът се сблъсква с комбинация от всички гореизброени, но в зависимост от преобладаващия тип то се разделя на напречно и надлъжно.
Клатенето, особено килевото, води до намаляване на скоростта на кораба. Влошава условията за работа на механизмите и приборите. Възникват допълнителни напрежения в корпуса и надстройките, а при голяма амплитуда на килевото клатене се получава удар на корпуса от вълна (слеминг). Клатенето влияе върху нервната система на хората (предимно върху вестибуларния апарат) и често води до морска болест.
При големи амплитуди клатенето може да доведе до загуба на устойчивост на кораба и неговото потъване.
Предизвиканите от люлеенето колебания в конструкцията на корпусите на корабите могат да се измерят с помощта на прибора палограф.

## Методи за намаляване на клатенето
За намаляване на бордовото клатене корабостроителят се старае да увеличи периода на собствените колебания на корпуса за сметка на намаляването на началната устойчивост, за да може собствените колебания на корпуса 2 – 3 пъти да надвишават характерния видим период на падащите върху съда щормови вълни; или да увеличи скоростта на хода на съда за по-често въздействие на корпуса на съда и щормовите вълни, и извеждане на съда от зоната на резонансните колебания на прекомерно устойчивия корпус.
Снижаването на килевото клатене е възможно при взаимокомпенсацията на хидродинамичните сили, получаващи се при корабното вълнообразуване в условията на въздействието върху корпуса на трохоидални вълни с голяма височина. Това се постига с намаляването на височината и обема на надводната част в носовия край на корпуса, завал на форщевена с изрязването му в неговата подводна част, а също чрез включване на специално извита повърхност на корабната обшивка в района на носовата скула, засмукваща гребена на разходящата се корабна вълна под дъното на корпуса.
Използват се подвижни тримери (при високоскоростните катамарани на фирмата Incat) – балансирайки с тях, регулирайки тяхната подемна сила (управлението се осъществява автоматично от компютър) е възможно да се намали амплитудата на клатене.
Днес навлиза технологията на съдове с малка площ на водолинията (на английски: Small Waterplane Area Twin Hull, S.W.A.T.H.), в света има около 50 подобни съда. Това е достатъчно скъпо и сложно за изпълнение производство, но то е много ефективно. Стабилността на такъв съд се осигурява от потопени във водата понтони, наличието на които и са основното отличие на подобен род кораби от катамараните или съдовете на подводни криле (катамараните се намират напълно на повърхността на водата, а съдовете на подводни криле развиват голяма скорост само в спокойно море). Поради това при вълни от 5 бала никоя конструкция на корпуса не предотвратява люлеенето така добре, както съдовете с малка площ на водолинията. Такива кораби се използват в туристическата, научноизследователската и военната сфера.